# Robert Mandan
Robert Mandan, född 2 februari 1932 i Clever, Missouri, död 29 april 2018 i Los Angeles, Kalifornien, var en amerikansk skådespelare, i Sverige mest känd för sin roll som Chester Tate i komediserien Lödder (1977–1981).